# 漸進主義
漸進主義（ぜんしんしゅぎ、英: gradualism）とは、漸進的・部分的・穏健的な社会改革を志向する政治哲学上の立場のこと。対義語は、急進主義。
これは過激・極端・性急・抜本的な社会改革・社会変革を批判・拒否する立場を、包括的に表現する言葉・概念であり、ここには社会改良主義のような左派的な立場から、保守主義のような右派的な立場まで含まれる。
また、その性格上、穏健派といった概念とも親和性が高い。
なお、似たような用語として、「漸増主義」（増分主義、incrementalism、インクリメンタリズム）というものがあるが、こちらは予算配分などに関する政策面での技術的用語としての性格が強く、全く意味が異なる。